# Ottosenknatten
Ottosenknatten är en kulle i Antarktis. Den ligger i Östantarktis. Norge gör anspråk på området. Toppen på Ottosenknatten är 1 359 meter över havet.
Terrängen runt Ottosenknatten är varierad. Trakten är glest befolkad. Närmaste befolkade plats är Svea, 10,6 km norr om Ottosenknatten. 